# Ehrenmedaille der Stadt Göttingen
Die Ehrenmedaille der Stadt Göttingen ist eine Auszeichnung, die 1953 anlässlich des 1000. Jahrestages der ersten urkundlichen Erwähnung der Stadt Göttingen erstmals verliehen wurde. Mit der Medaille werden Personen geehrt, deren Wirken auf dem Gebiet der Wissenschaft, Kultur und des öffentlichen Lebens in enger Verbindung zur Stadt steht.
Die Verleihung der Medaille erfolgt in unregelmäßigen Abständen. Teilweise wurden in der Vergangenheit in einem Jahr auch mehrere Personen ausgezeichnet.

## Preisträger
- 1953: Carl Zuckmayer
- 1957: A. G. Kenchington, Brigadier
- 1960: Heinz Hilpert
- 1960: Albrecht Saathoff
- 1964: Moritz Jahn
- 1965: Frank D. Littlewood, Stadtdirektor von Cheltenham
- 1968: Erich Heinrich Biederbeck, Oberstadtdirektor
- 1968: Franz Claassen, Stadtdirektor
- 1969: Ernst Telschow
- 1971: Robert Wichard Pohl
- 1971: Hermann Heimpel
- 1972: Otto Rogge, Geschäftsführer der Arbeiterwohlfahrt
- 1972: Olav Brennhovd, Pastor und Gründer des Fridtjof-Nansen-Hauses
- 1972: Ida Hakemeyer, Pädagogin
- 1974: Gertrud Seeber, Gründerin des Göttinger Altenclubs
- 1978: Franz Herzog, Gründer des Göttinger Knabenchors
- 1979: Henry Hinsch, Künstler
- 1982: Hans-Gunther Klein, Leiter des Jungen Theaters Göttingen
- 1984: Günther Fleckenstein, Intendant des Deutschen Theaters
- 1984: Felix Dolling, Musiker
- 1985: Rudolf Otto Wiemer, Schriftsteller und Puppenspieler
- 1988: Barbara, Chansonsängerin
- 1990: Eberhard Müller-Elmau, Schauspieler
- 1991: Brian Neville Wynn, Stadtdirektor von Cheltenham
- 1994: Helmut Bönitz, Künstler
- 1995: Kurt Busch, Oberstadtdirektor
- 1996: Ella Bülow, Naturschutzbeauftragte der Stadt Göttingen
- 1999: Norbert Baensch, Chefdramaturg des Deutschen Theaters Göttingen
- 1999: Hans Abich
- 2000: Günther Koch, Geschäftsführer des Göttinger Studentenwerks
- 2001: Gerhard Bodenstein, Gründer der Galerie Apex
- 2002: Horst Wattenberg, Vorsitzender des Fördervereins des Jungen Theaters Göttingen
- 2002: Werner Freiberg, Vorsitzender des Fördervereins des Göttinger Symphonie-Orchesters
- 2003: Reinhold Wittig, Künstler, Puppenspieler und Spieleerfinder,
- 2006: Dietrich Kettler, Mediziner
- 2007: Helga Tedesco, langjährige Vorsitzende des „Clubs Franco-Allemand“ in der französischen Partnerstadt Pau
- 2007: Gunter Hampel, Jazzmusiker
- 2010: Ruth Klüger, Literaturwissenschaftlerin und Schriftstellerin
- 2011: Nicholas McGegan, Künstlerischer Leiter der Internationalen Händel-Festspiele Göttingen
- 2011: Garth Barnes, Vorsitzender des Partnerschaftsvereins in Cheltenham
- 2012: Rudolf von Thadden
- 2013: Wolfgang Lücke, Ökonom
- 2015: Albrecht Schöne, Germanist
- 2015: Eckhard Naumann, langjähriger Oberbürgermeister von Wittenberg
- 2016: Gerhard Scharner, langjähriger Vorstandsvorsitzender der Sparkasse Göttingen
- 2017: Tadashi Endo, Butoh-Tänzer und Choreograph
- 2018: Michal Zaleski, Bürgermeister von Thorn
- 2019: Berndt Schaller, Judaist
- 2021: Gerd Litfin, Physiker und Unternehmer
- 2023: Jim Dine, Künstler[1]